# Famille Binet de Boisgiroult de Sainte-Preuve
 (avril 2017).
 (avril 2017).
Pour les articles homonymes, voir Binet.
La famille Binet de Boisgiroult de Sainte Preuve, anciennement Binet, est une famille subsistante de la noblesse française, originaire de Saint-Quentin (Aisne), anoblie par lettres patentes en juillet 1718. Elle détint une charge de secrétaire du roi en 1758.
Elle s'est principalement illustrée dans la domesticité royale entre le milieu du XVIIe et le milieu du XIXe siècle, en comptant parmi ses membres plusieurs serviteurs de la famille royale.

## Histoire
Le nom de Binet est une aphérèse du prénom Robin ou Albin.
Lors de l'anoblissement de Georges-René Binet en mars 1718, la généalogie dressée par Charles d'Hozier situait les origines de la famille en Touraine. Il s'agissait là probablement d'une confusion avec la famille Berthelot de La Rabellerie, alliée aux Binet à cette époque ; ou bien d'un moyen de rattacher les Binet à la vieille famille homonyme connue à Tours depuis le Moyen Âge. Quoi qu'il en soit, les origines connues situent la famille à Saint-Quentin (Aisne), au XVIe siècle.
La filiation connue depuis 2023 grâce aux recherches entreprises par Foulques Josseaume, historien et généalogiste, permet aujourd'hui de remonter à Georges Binet, marchand corroyeur en la ville de Saint-Quentin, né dans cette ville ou aux environs immédiats vers 1550, marié à Antoinette Cartin, fille de Quentin Cartin, marchand à Saint-Quentin, et de Mathurine Dathies (alias d'Athies), deux familles bien identifiées de la bourgeoisie marchande de la ville. Parents de quatre enfants au moins qui sont les auteurs des branches Binet de Moyencourt, Binet de La Chaussée et Vaudremont et Binet de Boisgiroult de Sainte Preuve.
La famille Binet de Boisgiroult de Sainte-Preuve a été admise au sein de l'association d'entraide de la noblesse française en 1994.

## Personnalités
- Georges Binet, garçon de la chambre du roi, maréchal des logis de son régiment d'infanterie, décédé en 1670, qui avait épousé Marie Rousseau, décédée en 1662[5].
- Georges-René Binet, seigneur de Boisgiroult, de Sainte-Preuve, et de Marchais, né le 29 janvier 1688 et décédé le 17 octobre 1761. Valet de chambre de Louis XV. Mousquetaire du roi en 1704, cornette au Royal-Carabinier en avril 1708, capitaine de cavalerie au régiment Alzeau le 9 mars 1709, mestre de camp de cavalerie au régiment Dauphin-Etranger en 1723 et aide de camp du Maréchal de Villars. Il fut aussi premier valet de chambre du dauphin le 26 novembre 1735; contrôleur général de la Maison de la dauphine en 1751 ; gouverneur de la tour de Cordouan en Gironde, de la ville et du château de Châtillon-lez-Dombes ; gouverneur de la volière au château de Saint-Germain-en-Laye et fermier général à la fin de sa vie. Il aurait introduit à Versailles Jeanne Antoinette Poisson-Le Normand d'Étioles, future marquise de Pompadour afin de la faire remarquer par le roi[6],[Note 1]. Le roi lui attribua par brevet du roi en date du 16 novembre 1751 un terrain sur l’avenue de Paris, à Versailles, où il confia à de Marne, entrepreneur versaillais, la construction d’un logis à l’italienne (aujourd’hui Chambre de commerce de Versailles) qu’il habita jusqu’à sa mort. Son premier hôte de marque en 1753 fut Stanislas, roi de Pologne. Son fils le vendit à madame du Barry, qui le fit agrandir. Le roi lui attribua en outre une pension. Il laissa une importante fortune à sa mort le 17 octobre 1761. Son acte de succession nous apprend qu’il possédait à Saint-Germain-en-Laye les hôtels de Soubise, de Conti, de Mademoiselle, de Lauzun, et de Melleroy. Sa succession se monte à 1 093 801 livres 15 sols 11 deniers.

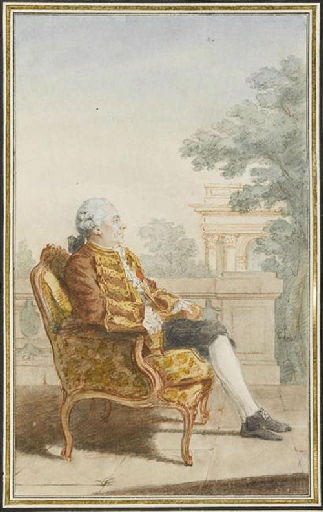
Gérard Binet (1712-1780) premier valet de chambre du roi

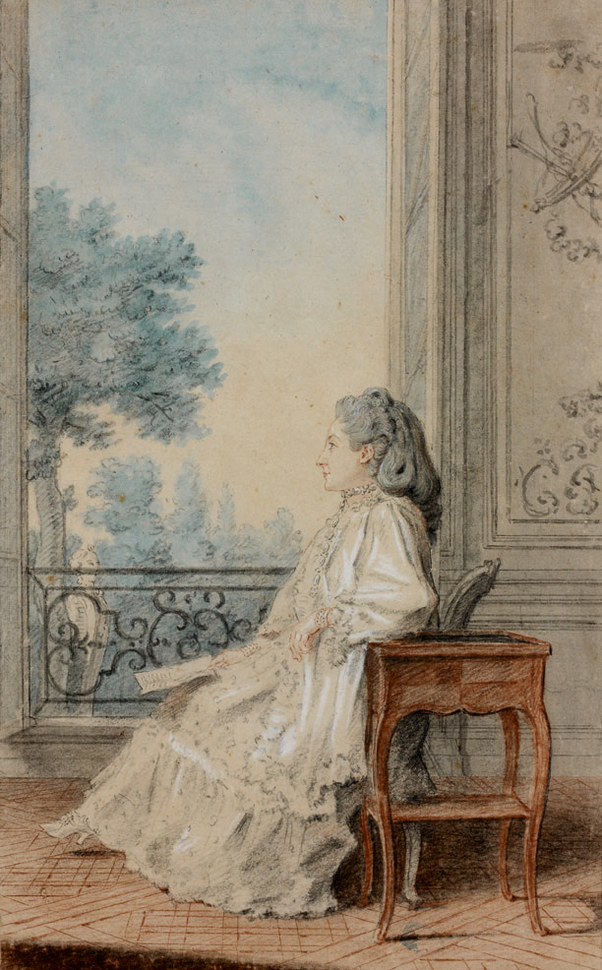
Elisabeth-Josèphe de Laborde (1725-1808) épouse de Gérard Binet, par Carmontelle

- Élisabeth-Josèphe de Laborde  (1725-1808), (épouse de  Gérard Binet  (1712-1780), fils aîné du précédent et comme lui premier valet de chambre du roi). L’historien Lenôtre nous en donne la description suivante : "Un visage éveillé, des yeux rieurs, une bouche mignonne, des dents éblouissantes, des cheveux blonds admirables si long que dénoués, ils effleuraient le tapis ; avec cela futée, gracieuse, spirituelle, si charmante causeuse sans pédanterie aucune qu’on ne se lassait pas de l’entendre, chantant comme Euterpe, dansant comme Terpsichore et jouant la comédie comme Thalie en personne...". La marquise de Pompadour, devenue une parente par alliance, en fit une recrue pour le théâtre des Petits cabinets, afin de distraire le roi. À la Cour, elle entra dans l’intimité du roi ; elle rencontra, dans ce cercle jalousement fermé, les Soubise, les Luxembourg, les Richelieu... Elle se lia avec d'amitié avec un gentilhomme, Charles-Claude de Flahaut de la Billarderie, comte d’Angiviller, frère cadet de celui qui laisserait donner son nom au célèbre duc de Morny. Son salon était un "portique de l’Encyclopédie", selon l’expression des frères de Goncourt. Il n’y avait pas d’œuvre littéraire qui n’y fût examinée. Elle ne manquait pas non plus les réunions des divers grands salons parisiens. Peu de temps après la mort de son époux, elle épousa en septembre 1781 son fidèle amant, le comte d’Angiviller, directeur des bâtiments du roi. La Révolution poussa ce dernier à émigrer tandis qu’Élisabeth-Josèphe refusa de l’accompagner hors de France. Afin de n’être pas inquiétée, elle sut jouer de ses dons naturels pour l’intrigue, abandonnant quelques bijoux aux sans-culottes, bien que gardant à son bras le portrait de Louis XV, offrant à la société populaire de Versailles un buste de Marat. À Marchais, elle abandonna aux révolutionnaires des archives féodales de sa baronnie, ayant pris soin de conserver à Versailles les pièces les plus importantes. Elle consentit même à accepter le 3 floréal an II (25 avril 1794) de divorcer de son époux, émigré depuis deux ans. Son excessive prudence lui fit déclarer qu’il lui était impossible d’écrire, afin de ne pas signer l’acte. Sous l’Empire, elle parvint à reconstituer autour d’elle une société brillante : toujours couchée, complimenteuse et doucereuse à l’excès, mais pleine de tact, elle recevait ses amis. Elle vivait allongée dans sa chambre, plongée dans une semi-obscurité. Les plantes et le confinement en rendaient l’atmosphère suffocante. C’est là, dans son hôtel versaillais (Hôtel de la Surintendance), qu’elle mourut le 14 mars 1808. Quand elle eut disparu, on s’aperçut qu’elle entretenait par ses libéralités plus de trente familles pauvres de Versailles.
- Francis Georges Binet de Boisgiroult de Sainte-Preuve , scientifique français, né à Londres le 15 septembre 1800, décédé le 2 avril 1873.

## Généalogie simplifiée
- Georges Binet  (†1672), garçon de la chambre du roi, maréchal des logis de son régiment d'infanterie en mars 1663, marié à Marie Rousseau (†1662)[5] dont Jacques-Louis qui suit et Marie-Louise, mariée en 1671 à René Courdoumer, garçon de la chambre du dauphin.
  - Jacques-Louis Binet , garçon de la chambre du roi, maréchal des logis, marié en 1682 à Louise Berthelot, fille d'Honorat, sieur de la Rabellerie, en Touraine, gouverneur de la volière du château neuf de Saint-Germain en Laye. Il fut anobli en juillet 1718 par lettres patentes de Louis XV et obtint au mois d'août suivant le règlement de ses armoiries[5]. Dont au moins trois enfants : Louis-Jacques, Georges-René et Marie Louise.
    - Louis-Jacques Binet (1683)
    - Marie-Louise Binet, mariée en 1707 à François-Raymond de Brach, écuyer.
    - Georges-René Binet (1688-1761), seigneur de Boisgiroult, garçon de la chambre du roi, capitaine de cavalerie au régiment Dauphin-étranger, marié en 1711 Madeleine Marcou (1638-1718) fille d'un architecte du roi, dont au moins quatre enfants : Gérard, Louis-René, Marie-Élisabeth-Cécile et Élisabeth.
      - Gérard Binet (1712-1780). D’abord enseigne, il devint lieutenant le 13 novembre 1732, capitaine aide-major au régiment de Ségur-Brancas (1736) puis major au régiment royal corse (1739). Son père lui acheta la survivance de la charge de premier valet de chambre du roi, qu’il exerça à partir de 1747. La même année, il épousa Élisabeth Josèphe de Laborde, fille de Jean-François de La Borde, fermier général du roi. À la mort de son père en 1761, il se fit attribuer par le roi le gouvernement de la tour de Cordouan et en 1768 le gouvernement du Louvre. Il fut décoré de la croix de Saint-Louis.
      - Louis-René Binet  (1713-1792) seigneur de Boisgiroult. Officier et conseiller-secrétaire du roi. Cornette (1733) capitaine (1738) et mestre de camps de cavalerie (1748). En 1746, il fut pourvu de la charge de premier valet de chambre du dauphin à la suite de son père. il reçut aussi en héritage de son père la charge de gouverneur de la volière du château de Saint-Germain-en-Laye. En 1758, il acquit la charge de conseiller-secrétaire du roi de la Grande Chancellerie de France. Il fut chevalier de l’ordre royal de Saint-Louis. Il mourut, lors de la journée du 10 août 1792 en défendant la porte du roi au palais des Tuileries face aux révolutionnaires. Le 6 janvier 1751, il épousa Anne-Hippolyte Dufour, première femme de chambre de la dauphine, fille de Pierre Dufour, contrôleur général de la maison de la dauphine et de Françoise Gonet[Note 2].
        - Louis-Joseph-Xavier Binet de Boisgiroult de Sainte-Preuve  (1754-1811). Officier de dragons, il fit usage, le premier, du titre de baron de Sainte-Preuve[Note 3]. À la Révolution, il émigra en Angleterre. Le 18 nivôse an XII, il se fit radier de la liste des émigrés en déclarant avoir quitté la France le 17 septembre 1791 pour se rendre à Londres "où il était appelé pour des affaires d’intérêt". En fait, il émigra pour faire la campagne des princes comme maréchal des logis des gardes du corps de Monsieur. Il se retira ensuite à Londres où il épousa le 19 août 1797 Marie Thérèse Winifred Peirson, fille de James-Bradshaw Peirson et de Maria-Teresa Rescala. Ils rentrèrent en France en 1803 avec trois enfants. Le 13 octobre 1806, ils légalisèrent leur union en se mariant civilement à Paris[Note 4]. Le rapport de police pour la radiation de la liste des émigrés note leur indigence : "il a perdu 7400 Francs de rentes sur l’état et tous ses autres biens et sa veuve n’en possède aucun en France. L’aîné des enfants est surnuméraire dans les droits réunis. Les deux autres fils sont au lycée de Marseille aux frais du gouvernement, la fille est dans une pension et quelqu’un en fait les frais ; on rend les meilleurs témoignages sur sa conduite et sur ses sentiments". Il trouva un emploi d’écuyer commandant auprès du roi Charles IV d’Espagne, exilé à Marseille où il mourut en cette ville le 10 février 1811. Sa veuve quitta  Marseille et regagna Paris où elle résida rue de Vaugirard. Quelque temps après, elle se remaria à Jacques Denis Babolin Leprince, dont elle eut quatre autres enfants.
          - Louis Joseph Binet de Boisgiroult de Sainte-Preuve  (fils aîné des précédents) (ne en 1799 à Londres). Inspecteur des contributions indirectes à Evreux (1850), directeur des droits réunis à Auch (1852), il termina sa carrière comme directeur des contributions indirectes du département du Loiret. Il épousa Apolline Caillaux (1802-1864). Il fut chevalier de la Légion d’Honneur par décret du 18 août 1863.
          - Francis Georges Binet de Boisgiroult de Sainte-Preuve  (frère du précédent et second fils de Louis Joseph Xavier) (1800-1873), mathématicien et physicien, il collabora à la rédaction de divers dictionnaires et fut l'auteur de divers ouvrages scientifiques. Sans alliance.
          - Henry Frédéric Binet de Boisgiroult de Sainte-Preuve  (frère des précédents) (1802-1874). Garde du corps  du roi dans la compagnie de Noailles en qualité de sous-lieutenant de cavalerie, lors de La Révolution de Juillet, il demanda un congé illimité afin d’accompagner le roi Charles X à Cherbourg, puis en émigration en Angleterre. Il sera secrétaire particulier de la duchesse d'Angoulême. Il épousa en 1826 Louise-Marie Dufour de Montlouis, première femme de chambre de Marie-Thérèse de France. Après l’Angleterre, ils accompagnèrent la Cour en exil en Autriche au château de Frohsdorf[Note 5]. Après la mort de la duchesse d’Angoulême en 1851, ils quittèrent Frohsdorf en mai 1852 pour rentrer en France et s’installèrent d’abord à Paris où ils séjournèrent trois ou quatre ans puis à Alençon où ils furent inhumés.
            - Henry Charles Marie Binet de Boisgiroult de Sainte-Preuve  (frère du précédent et fils de Henry Frédéric). Né le 5 avril 1846 au château de Frohsdorf, décédé le 26 juin 1912 à Boisbulant). Officier de haras à Tarbes puis au haras du Pin. Il épousa en 1873, Geneviève Marie Hélène de Fromont de Bouaille (1854-1876), fille de Louis-Henry de Fromont de Bouaille et de Marie Le Myre de Vilers, qui laissa à sa mort deux très jeunes enfants. Après la mort de cette dernière, il se remaria en 1881 à Anne du Chesne de la Sicotière (1853-1941), fille de Léon du Chesne de La Sicotière, érudit et homme politique alençonnais qui a laissé son nom à un square de la ville, et de Sophie Marie de Launay de Saint-Denis. Il acheta la propriété de Boisbulant située à quelques kilomètres à l’ouest d’Alençon où il décéda en 1912.
            - Marie Thérèse Joséphine Christine Binet de Boisgiroult de Sainte-Preuve (Fille de Henry Frédéric et sœur de Marie Paul Charles et de Henry Charles Marie) (née le 21 octobre 1836 à Schoenhaus en Autriche et morte le 4 avril 1898 à Joigny). Elle vécut auprès de la famille royale jusqu’à l’âge de quinze ans. Elle épousa en 1860 Antonin Ruel de Belle-Isle (1829-1873), officier de cavalerie  et se remaria à Auguste Chesneau de La Drouerie (1823-1885). Elle se retira dans un couvent à Joigny (Yonne) où elle mourut en 1898, laissant toute sa fortune à son neveu Frédéric.

          - Charlotte Zoé Binet de Boisgiroult de Sainte-Preuve  (fille de Louis Joseph Xavier et sœur de Louis Joseph, Francis Georges, et Henry Frédéric) (née le 20 février 1806 et décédé le 2 mai 1883). Elle épousa en premières noces Justin Brucy, marchand de papier (mort en 1848). En février 1850, elle se remaria avec Auguste-Joseph, baron Molitor, né le 18 août 1798, sous-préfet, second fils de Gabriel Jean Joseph Molitor, général, comte de l’Empire, maréchal de France et pair de France et de Marie Barbe Elisabeth Becker de Bagest dont se sépara de lui quelques années plus tard. Elle habita à Paris et disposait d’une propriété à Coye dans l’Oise, le château de la Reine Blanche, actuellement propriété de l’Institut de France. Elle mourut sans enfant en 1883.

      - Marie Élisabeth Cécile Binet  (sœur de Gérard Binet) décédée le 22 septembre 1780 à Montussan, mariée à François Élie de Brach d'où une descendance éteinte de nos jours.
      - Elisabeth Binet

## Armoiries et devise
- D’azur à la fasce d’or, accompagnée en chef d’une étoile d’argent, et en pointe de deux épis d’or[1]

Un autre blason figure dans quelques armoriaux : 
- D’azur à un chevron d’or, accompagné de trois étoiles de même, deux en chef et une en pointe, car elles ont été portées au XIXe et début XXe siècles à la suite d'une confusion avec les armes de la famille Binet de Bassemaison, aujourd'hui éteinte[1]

Devise : Pour de vrai (XIXe siècle)

## Possessions
- Seigneurie du Bois-Giroult, achetée en 1720 (Le fief et seigneurie du Bois-Giroult était un demi-fief de haubert sis en la paroisse de Notre-Dame de Créton (aujourd’hui commune de Buis-sur-Damville, dans l’Eure).
- Les seigneuries picardes de Marchais, de Liesse, et de Sainte-Preuve, situées à 12 km au nord-est de Laon (Aisne), furent acquises en 1738 par Georges René Binet. Le second fils de ce dernier, Louis René, vendit le fief de Sainte-Preuve mais en conserva le nom.
- Hôtel Binet (1751), avenue de Paris, à Versailles.

## Alliances
de Brach (1707 & 1734), de Laborde, baron de Labrosse (1747), Dufour et - de Montlouis (1751 & 1826), Molitor (1850), Ruel de Belle-Isle (1860), de Fromont de Bouaille (1873), Chesneau de La Drouerie (1874), du Chesne de La Sicotière (1881), de Massol de Rebetz (1895), de La Barre de Nanteuil (1897), de Couëspel de Boisgency (1924), de Vivès (1929), Favier d'Hust (1952), Curial (1980), Le Gouz de Saint-Seine (1988), de La Taille-Trétinville (1988), de Carayon-Talpayrac (2002), Pozzo di Borgo (2003), Angleys (2015).

## Pour approfondir

### Archives
Bibliothèque nationale de France :
- Duc de Caraman, Notes généalogiques pour servir à l’histoire des fermiers généraux, manuscrit en 3 vol., t.I [cote ms Fr. NA 20533]
- Cabinet d’Hozier, t.342, (ms fr. 31223), dossier 9687, no 2
- Nouveau d’Hozier, t. 44, (ms fr. 31269), dossier 883, fol. 26
- Arch. du ministère de la Guerre, états de services de Gérard Binet, Pièces originales, t. 352, dossier 7603, no 50